# Louise Squire
Pour les articles homonymes, voir Squire.
Louise Squire, née Louise à Memphis, Tennessee en 1906, est une showgirl des Ziegfeld Follies et chanteuse de vaudeville américaine

## Biographie
Louise Squires est née à Memphis en 1906. Elle a une sœur Marion qui sera aussi showgirl.
Adolescente, elle est nommée comme « the girl with the most physical culture » à Memphis. Peu de temps après, elle déménage à New York et rejoint les Ziegfeld Follies. En 1922, elle commence une tournée de vaudeville avec Billy Shone et devient une chanteuse populaire surnommée The Lillian Russell of Vaudeville. Elle fait une dépression nerveuse en juillet 1923. puis retourne jouer avec Billy,. Elle apparait également à Broadway dans Hit The Deck et What The Doctor Ordered.
En 1928, elle monte un nouveau numéro de vaudeville avec le danseur Bert Gordon,. L'année suivante, leur partenariat se termine par des procès,. Elle apparait dans plusieurs courts métrages Movietone dont A Recital Classique avec Bert Gordon, en juillet 1929. Louise Squire fait un essai pour le film Women Of All Nations mais elle n'obtient pas le rôle. 
En 1930, elle est grièvement blessée lorsqu'un de ses peignes à cheveux chauffants explose. Elle est hospitalisée avec des brûlures à la tête, au cou et à la poitrine. Louise poursuit la Woolworth Company, le fabricant des peignes à cheveux, et reçoit 25 000 $. Elle utilise une partie de l'argent pour acheter une bague en diamant pour sa mère. 
Au cours des années 1950, Louise conçoit des chapeaux à Los Angeles.

## Iconographie
Louise Squire a été photographiée par Alfred Cheney Johnston qui a travaillé pour Florenz Ziegfeld pendant plus de 15 ans, prenant principalement des photographies publicitaires et promotionnelles des interprètes des Ziegfeld Follies. Les photos de nues, découvertes après la mort de Johnston, n'ont pas été publiés dans les années 1920.